# Салернський собор
Салернський собор (італ. Cattedrale di Salerno) — католицький катедральний собор у Салерно, Італія. Освячений у 1084 р. В крипті собора знаходяться мощі апостола Матвія. Має статус малої базиліки.

## Назва
- Салернський собор (італ. Cattedrale di Salerno) — коротка назва.
- Катедральний собор святого Матвія (італ. Cattedrale di San Matteo) — коротка назва.
- Катедральний митрополичий собор Святої Марії Ангельської, Святого Матвія і Святого Григорія VII (італ. cattedrale primaziale metropolitana di Santa Maria degli Angeli, San Matteo e San Gregorio VII) — повна назва собору.
- Катедральна митрополича базиліка Святої Марії Ангельської (італ. Basilica Cattedrale Primaziale Metropolitana di Santa Maria degli Angeli) — назва базиліки.

## Історія
Собор був заснований Робертом Гвіскаром як точна копія собора в Монтекассіно. В 1081 р. до крипти собора були покладені мощі апостола Матвія. В 1084 р. собор був освячений папою Григорієм VII, хоча на той час собор ще не був завершений.
При оздобленні інтер'єра собора мозаїкою майстрами був використаний стиль косматеско.
Після землетрусу 1688 р. була проведена реконструкція собора в стилі бароко.

## Галерея

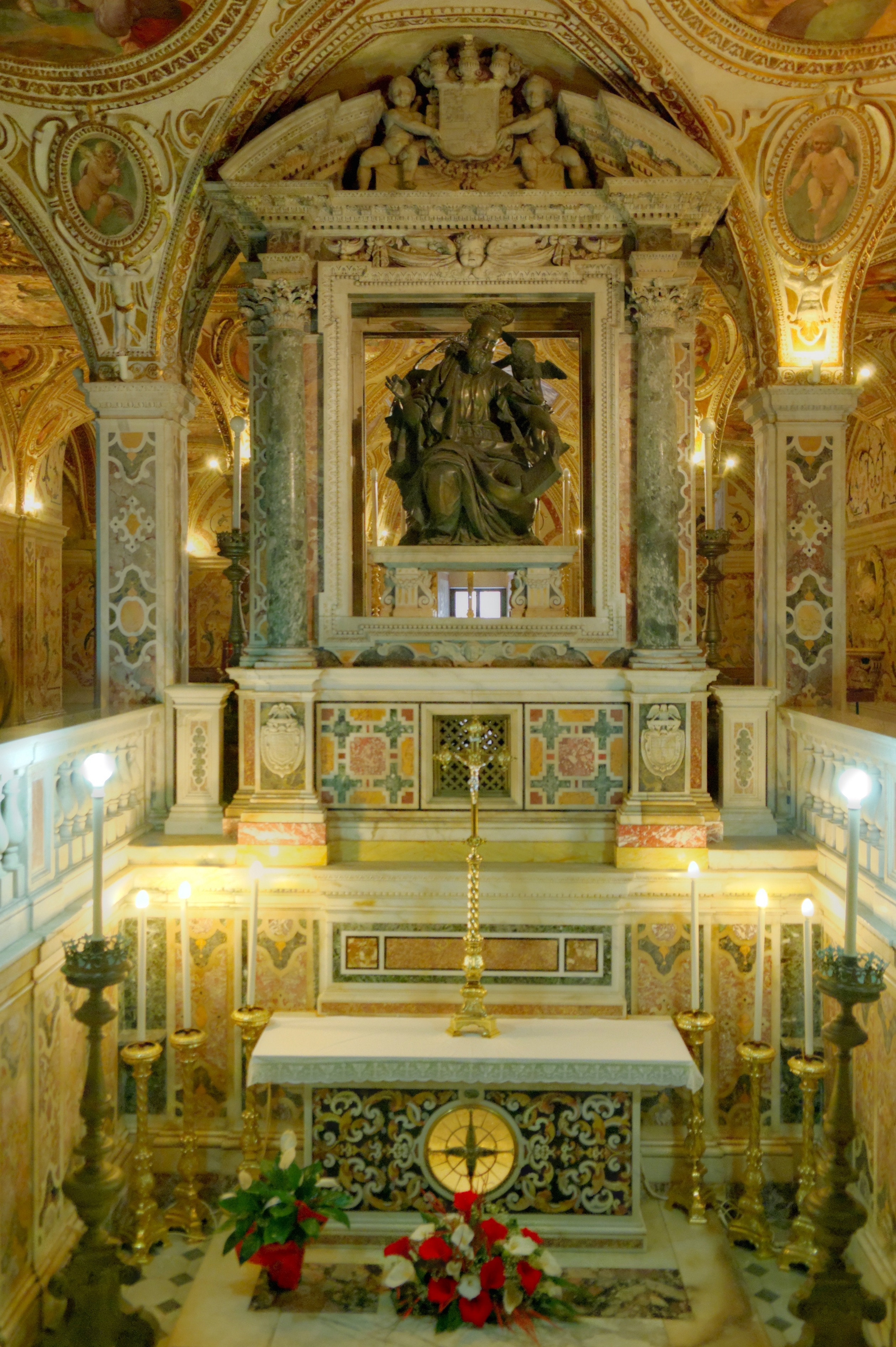
Крипта собора
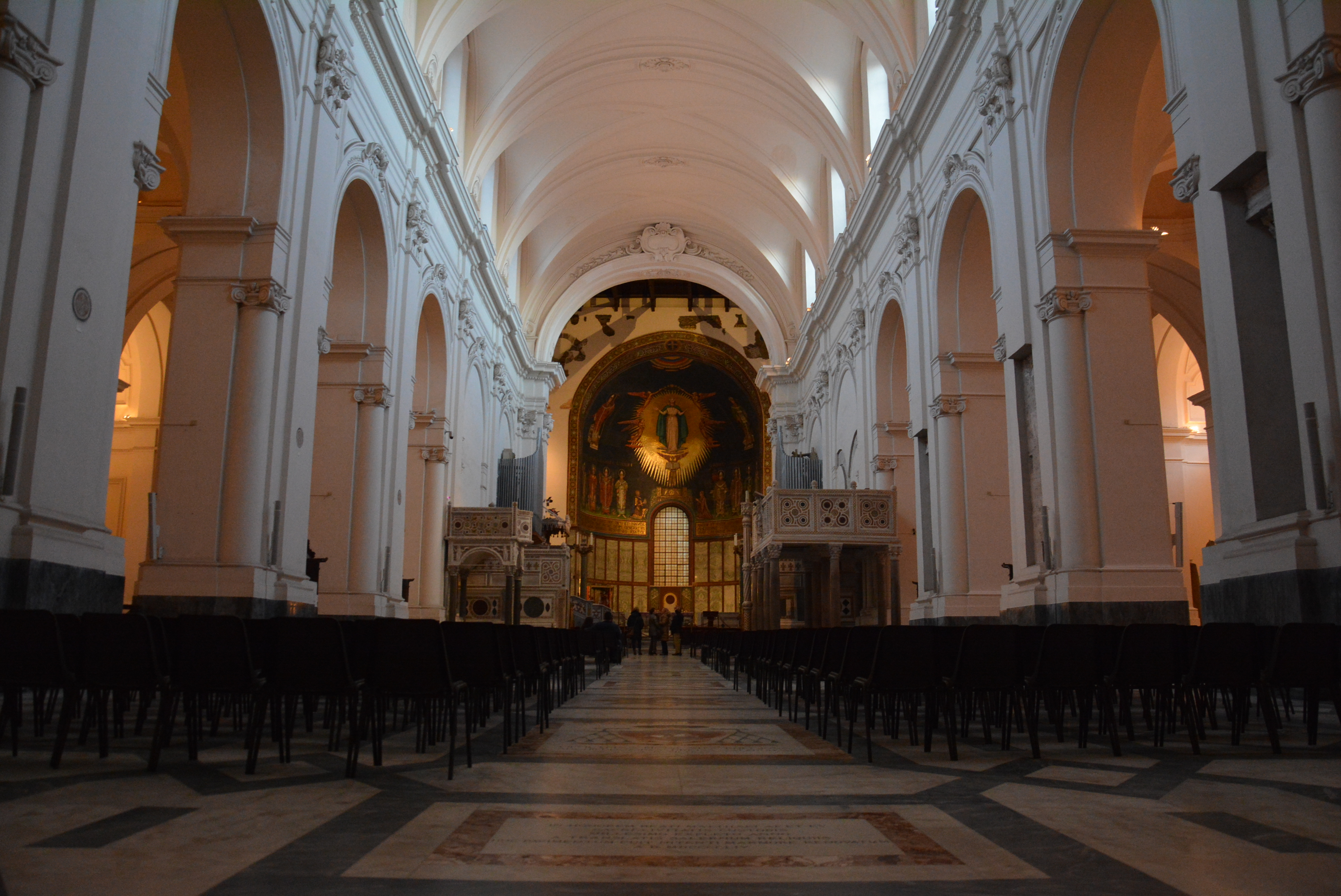
Інтер'єр
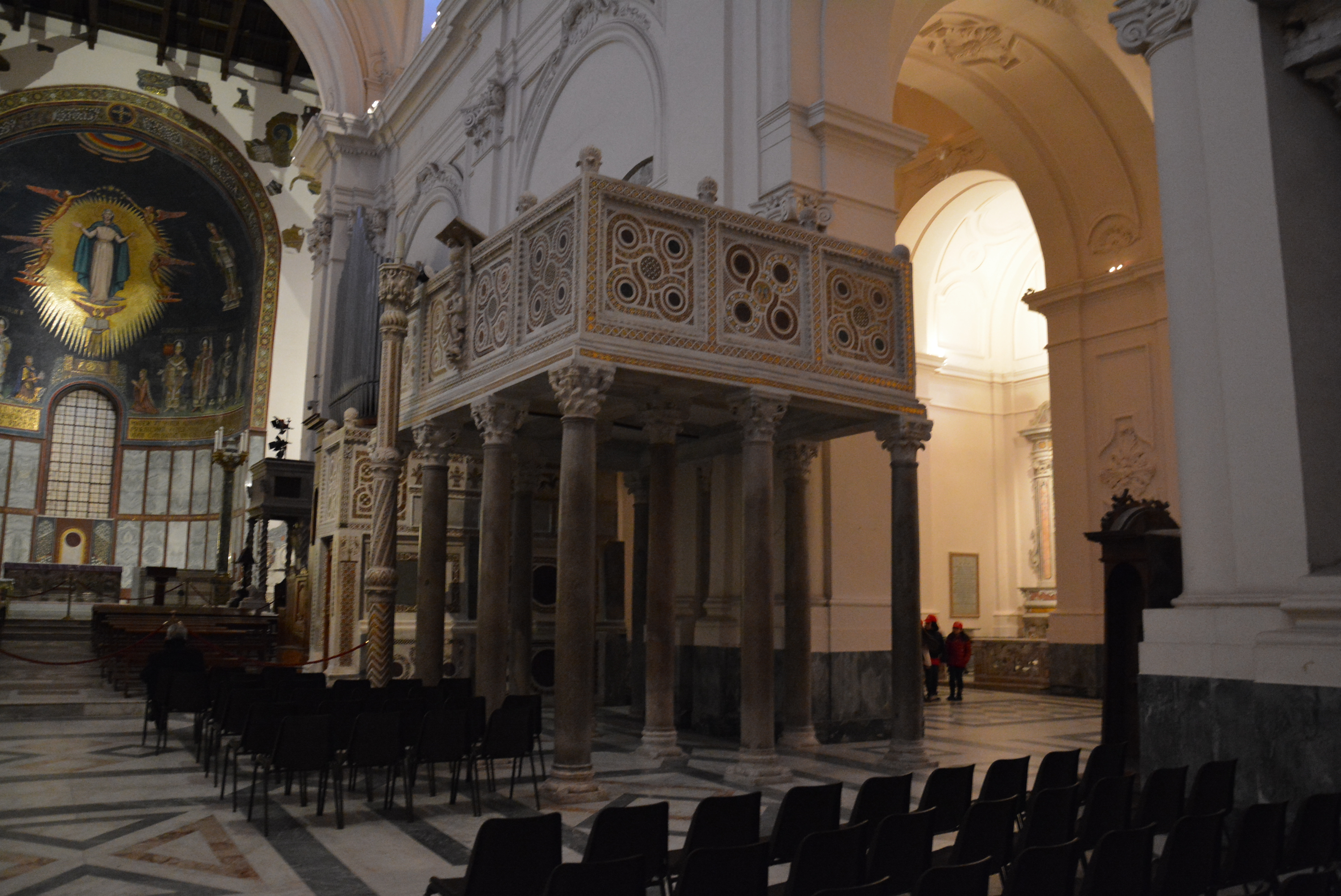
Амвон собору з мозаїчними елементами стилю косматеско